# Alwyn Morris
Alwyn Morris (Montreal, Quebec, 22 de novembro de 1957) é um ex-canoísta canadiano especialista em provas de velocidade.

## Carreira
Foi vencedor da medalha de ouro em K-2 1000 m e da medalha de bronze em K-2 500 m em Los Angeles 1984 com o seu colega de equipe Hugh Fisher.